# Sóbánya (település)
Sóbánya (szlovákul: Soľná Baňa) korábban önálló község, jelenleg Eperjes városrésze Szlovákiában, az Eperjesi kerület Eperjesi járásában.

## Fekvése
Eperjes központjától 2 km-re délkeletre fekszik.

## Története
Területén ősidők óta sóforrások voltak, melyekből már a középkorban bányásztak kősót. A település a 16. század második felében keletkezett. Kialakulása szorosan kötődök az itteni iparszerű sókitermelés megindításához, mely az 1572-es évszámhoz köthető. A kitermelés a hagyományos módon folyt 1752-ig, amikor egy éjszaka talajvíz árasztotta el a bányákat. Ekkor meg kellett változtatni a kitermelés módját, melyet a sólé kiszivattyúzásával és kifőzésével oldottak meg. Az üzem korszerűsítése a 19. század elején kezdődött, amikor két új sófőző üzem épült, a sólé tárolására pedig új tartályok és sóraktárak, valamint új úsztató csatornák készültek. Ezt követően egyre több üzemi és adminisztratív jellegű objektum épült. 1894-ig a sóőrlőben lófogatok dolgoztak, ekkor vezették be az elektromos áramot.
A trianoni diktátumig Sáros vármegye Eperjesi járásához tartozott.
1925-ben új sófőzőüzem épült, ekkor a régi üzem épületei közül sokat lebontottak. A Leopold akna feletti sóőrlő segítségével történő sólé kitermelés egészen az 1960-as évekig folytatódott. 1960-ban Tótsóvárral és Németsóvárral egyesítve alkotta Sóvár községet. 1970-ben Sóvárral együtt Eperjes része lett.

## Népessége
1910-ben 983-an, többségében szlovákok lakták, jelentős magyar és német kisebbséggel.

## Nevezetességei
- Keresztelő Szent János tiszteletére szentelt római katolikus temploma 1719-ben épült.
- A Szent Rókus kápolna az 1830-as években készült.
- Az egykori sófőző üzemben jelenleg a Szlovák Műszaki Múzeum kihelyezett kiállítása található.

## Külső hivatkozások
- A sóvári plébánia története
- Szlovákia műszaki emlékei
- Szekeres Lukács Sándor: Kodáros kincsei, Fejezetek Felsősófalva és a Székely-Sóvidék történelméből/

## Lásd még
- Eperjes
- Alsósebes
- Németsóvár
- Sebeskellemes
- Sebessalgó
- Tótsóvár